# Gnophos myopata
Gnophos myopata là một loài bướm đêm trong họ Geometridae.